# Jean Verdier (cardinal)
Pour les articles homonymes, voir Jean Verdier et Verdier.
Jean Verdier, né le 19 février 1864 à Lacroix-Barrez (Aveyron) et mort le 9 avril 1940 à Paris (Seine), est un évêque catholique français, archevêque de Paris de 1929 à sa mort et cardinal.

## Biographie
Jean Verdier est le fils de Jean Baptiste Verdier, aubergiste, et de Julie Caumel,. Il étudie la théologie et la philosophie au séminaire de Rodez et entre en 1886 chez les Sulpiciens. En 1887, il est ordonné prêtre et enseigne ensuite au séminaire de Périgueux qu'il dirige de 1898 à 1912. De 1912 à 1920, il appartient à la faculté de théologie de Paris et est supérieur du séminaire des Carmes. Il est nommé en 1923 chanoine honoraire de Notre-Dame de Paris et, de 1926 à 1929, dirige sa congrégation en tant que supérieur général.
En 1929, il est nommé vicaire général du diocèse de Paris et protonotaire apostolique puis, la même année en novembre, archevêque de Paris.  Le 16 décembre 1929 le pape Pie XI le crée cardinal-prêtre avec le titre de Sainte-Balbine. Il lui confère lui-même la consécration épiscopale, assisté d'Emmanuel Chaptal et d'Alfred Baudrillart, évêques auxiliaires de Paris, pour témoigner de l'importance de ce choix personnel. Comme légat, le cardinal Verdier représente le pape à de nombreuses occasions, soit en France, soit à l'étranger. En 1931, il lance l'œuvre des Chantiers du Cardinal, créant alors de nombreuses paroisses en région parisienne.

## L'Action catholique

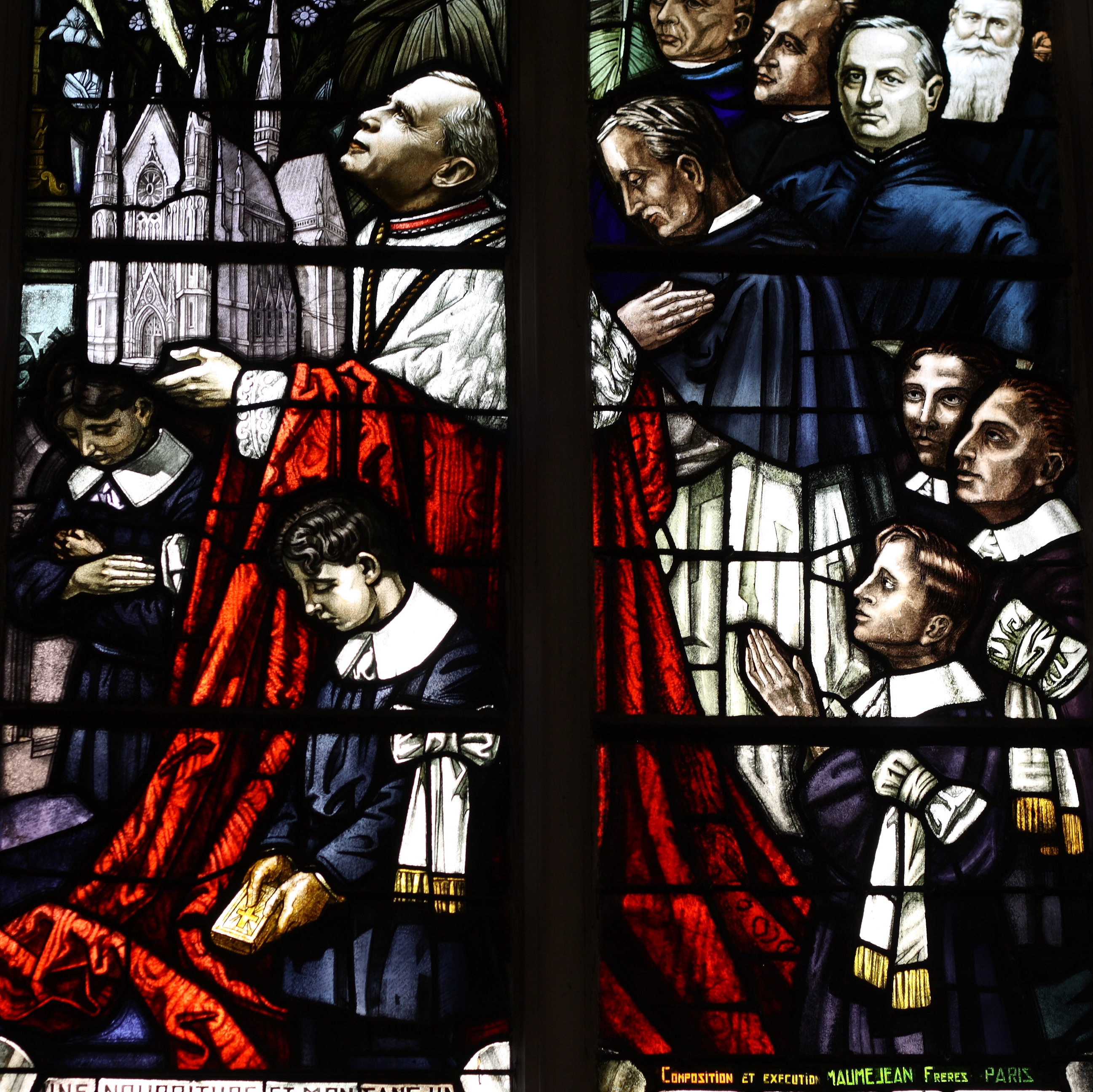
Jean Verdier offre à la Vierge la maquette de la chapelle Sainte-Thérèse à Paris.

Le cardinal Verdier est avant tout un évêque de l'Action catholique selon les directives de Pie XI. Lorsqu'il se rend en visite ad limina à Rome en janvier 1931, le pape le presse dans ce sens. Il désire que l'épiscopat français structure les différentes organisations, comme la Fédération nationale catholique, la Jeunesse ouvrière chrétienne, la Fédération nationale des patronages, etc., qui échappent, en fait, à la direction de la hiérarchie, « les prêtres n'y étant que des aumôniers, des courants de pensée, des attitudes morales s'y établissent qui ne sont pas en parfaite conformité avec la pensée de l'Église ». Dès mars 1931, l'assemblée des cardinaux et archevêques de France s'emploie à restructurer les mouvements de l'Action catholique, à qui des statuts sont donnés, avec l'abbé Stanislas Courbe comme coordinateur. C'est l'un des six cardinaux français à participer au conclave de 1939 à l'issue duquel Pie XII est élu.
Il meurt le 9 avril 1940 à Paris 7e et est inhumé à Notre-Dame.

## Le cardinal Verdier et le Front populaire
Après la formation du gouvernement de Léon Blum en juin 1936, le cardinal fait publier un communiqué qui fait grand bruit appelant à « la paix sociale (…) et à sacrifier nos rancœurs, nos préférences politiques ou sociales, et dans une certaine mesure nos intérêts eux-mêmes. »
La gauche se réjouit de cette déclaration et le cardinal Pacelli adresse au cardinal une lettre de félicitations du pape.

## Le cardinal Verdier et le nazisme
Après la nuit de Cristal en novembre 1938, le cardinal fait paraître une lettre publique commune avec les cardinaux Van Roey, archevêque de Malines et Schuster, archevêque de Milan, dans laquelle il critique l'assassinat et déplore « l'aboutissement fatal de la théorie raciale » en Allemagne : « Tout près de nous, au nom des droits de la race, des milliers et des milliers d'hommes sont traqués comme des bêtes fauves, dépouillés de leurs biens, véritables parias qui cherchent en vain au sein de la civilisation un asile et un morceau de pain ».

## Distinctions
- Chevalier de la Légion d'honneur (1930)

## Hommage

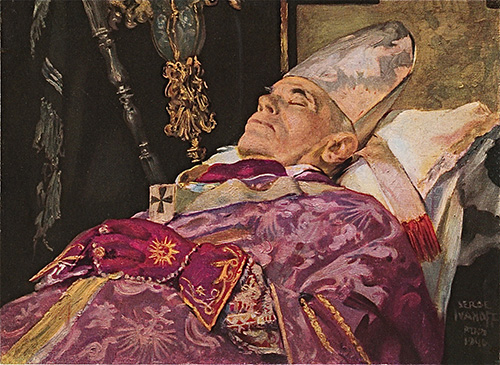
Le Cardinal Verdier sur son lit de mort. Serge Ivanoff, 1940.

- Square du Cardinal-Verdier (Paris)

## Succession apostolique
Jean Verdier a ordonné les évêques suivants :
- Archevêque René Graffin, C.S.Sp. (1932)
- Évêque Patrice Flynn (1932)
- Évêque Georges-Eugène-Emile Choquet (1935)
- Archevêque Roger-Henri-Marie Beaussart (1935)
- Archevêque Pierre-Maurice-Marie Rivière (1936)
- Archevêque Charles-Albert Gounot, C.M. (1937)